# Olympische Sommerspiele 1904/Leichtathletik – 800 m (Männer)
Der 800-Meter-Lauf der Männer bei den Olympischen Spielen 1904 in St. Louis wurde am 1. September 1904 im Francis Field ausgetragen. Es gab keine Vorläufe, alle Teilnehmer bestritten den Lauf gemeinsam.
Die ersten Vier dieses Rennens waren  US-Amerikaner. Olympiasieger wurde James Lightbody. Die Silbermedaille gewann Howard Valentine, Bronze ging an Emil Breitkreutz.

## Rekorde
Der inoffizielle Weltrekord wurde in einem Rennen über 880 Yards aufgestellt, das entspricht 804,672 Metern.
| Weltrekord         | 1:53,4 min | Charles Kilpatrick | USA | New York (USA), 21. September 1895     |
| Olympischer Rekord | 1:59,0 min | David Hall         | USA | OS Paris (FRA), Vorlauf, 14. Juli 1900 |

Folgende Rekorde wurden bei diesen Olympischen Spielen über 800 Meter gebrochen oder eingestellt:
| OR | 1:56,0 min | James Lightbody | USA | 1. September |

## Ergebnis
Die folgende Tabelle erfasst die in vier Quellen abweichend voneinander angegebenen Resultate.
| Platz | Athlet           | Land | Zeit (min) | Zeit (min) | Zeit (min)      | Zeit (min)           |
| Platz | Athlet           | Land | Kluge      | IOC-Seite  | SportsReference | zur Megede           |
| ----- | ---------------- | ---- | ---------- | ---------- | --------------- | -------------------- |
| 1     | James Lightbody  | USA  | 1:56,0 OR  | 1:56,0 OR  | 1:56,0 OR       | 1:56,0 OR000000      |
| 2     | Howard Valentine | USA  | 1:56,3000  | 1:56,3000  | 1:56,3000       | 1:56,2 (geschätzt)   |
| 3     | Emil Breitkreutz | USA  | 1:56,4000  | 1:56,4000  | 1:56,4000       | 1:56,3 (geschätzt)   |
| 4     | George Underwood | USA  | 1:57,2000  | 1:56,5000  | k. A.000        | 1:56,5 (geschätzt)   |
| 5     | Johannes Runge   | GER  | 1:57,9000  | 1:57,1000  | k. A.000        | 1:57,1 (geschätzt)   |
| 6     | Frank Verner     | USA  | k. A.      | k. A.      | k. A.           | k. A.                |
| 7-13  | George Bonhag    | USA  | k. A.      | k. A.      | k. A.           | k. A.                |
| 7-13  | Harvey Cohn      | USA  | k. A.      | k. A.      | k. A.           | k. A.                |
| 7-13  | Peter Deer       | CAN  | k. A.      | k. A.      | k. A.           | k. A.                |
| 7-13  | John Peck        | CAN  | k. A.      | k. A.      | k. A.           | k. A.                |
| 7-13  | John Joyce       | USA  | k. A.      | k. A.      | k. A.           | k. A.                |
| 7-13  | Paul Pilgrim     | USA  | k. A.      | k. A.      | k. A.           | hier: Walter Pilgrim |
| 7-13  | Lacey Hearn      | USA  | k. A.      | k. A.      | k. A.           | Läufer nicht benannt |

Vom Start weg führte Harvey Cohn vor Emil Breitkreutz und Johannes Runge, während James Lightbody am Ende des Feldes lag. Auf halber Strecke übernahm Runge die Führung, Cohn musste jetzt abreißen lassen und fiel weit zurück. Nun überholte Lightbody das gesamte Feld auf der Außenbahn. Er setzte sich ab und gewann mit zwei Yards Vorsprung. Breitkreutz hielt den zweiten Platz, bis er kurz vor dem Ziel noch von Howard Valentine überspurtet wurde.
Das Rennen stand wie auch andere Wettbewerbe in St. Louis unter dem besonderen Eindruck der Hitze, die allen Beteiligten sehr zu schaffen machte. Nach Beendigung des 800-Meter-Laufs brachen drei der Teilnehmer zusammen.
James Lightbody wurde dreifacher Olympiasieger bei diesen Spielen. Mit seinem Erfolg über 800 Meter gewann er nach seinem Sieg über 2590-m-Hindernis sein zweites Gold. Drei Tage später folgte der Gewinn des 1500-Meter-Laufs.

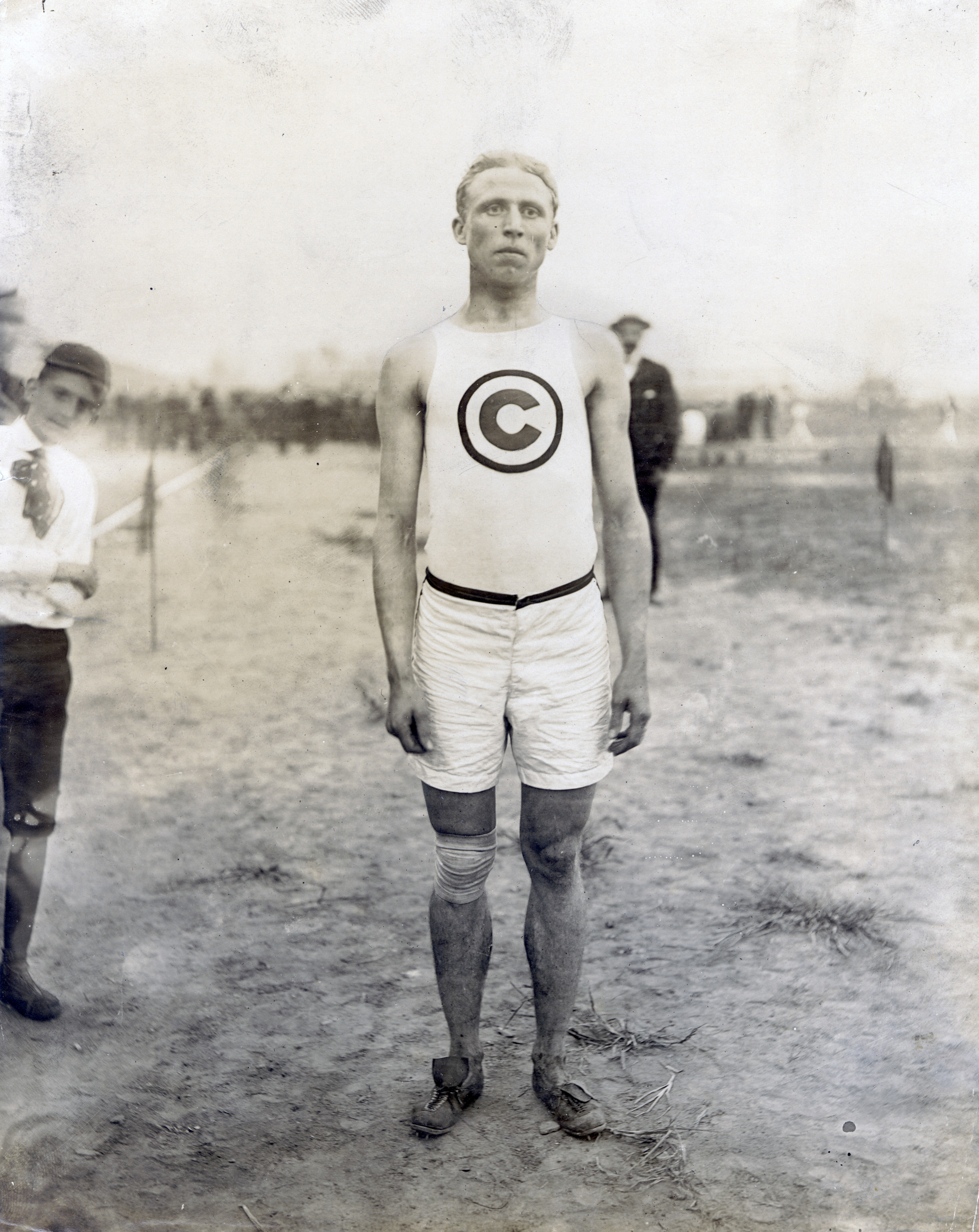
Der dreifache Olympiasieger James Lightbody, auch Gewinner über 1500 Meter und 2590 Meter Hindernis
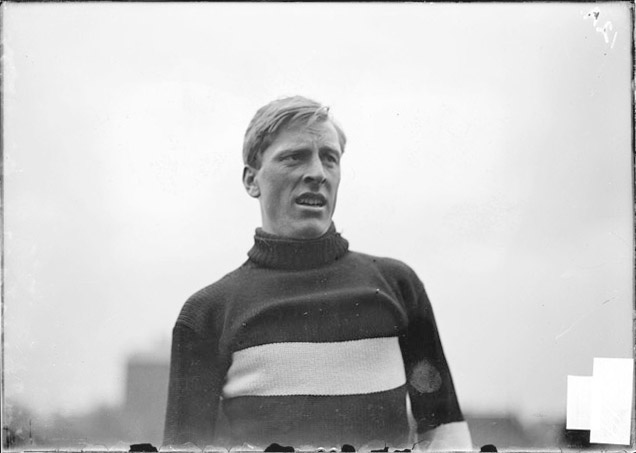
Bronzemedaillengewinner Emil Breitkreutz
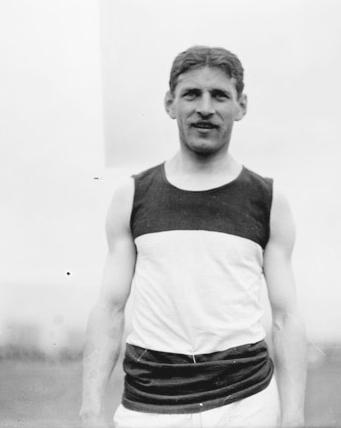
Der Olympiafünfte Johannes Runge
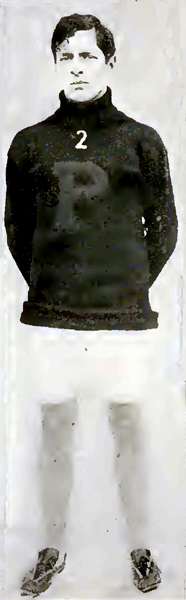
Frank Verner belegte Rang sechs
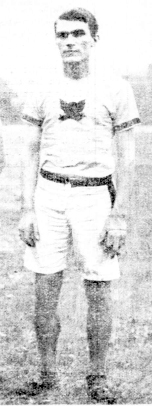
George Bonhag – hier im Jahre 1907 – war unter den Teilnehmern über 800 Meter
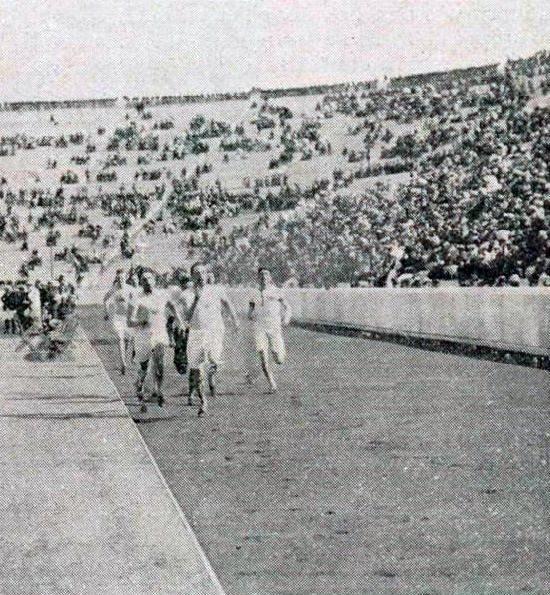
Paul Pilgrim, Teilnehmer über 800 Meter – hier als Führender eines Rennens bei den Zwischenspielen 1906
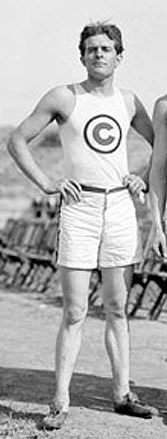
Lacey Hearn, Teilnehmer über 800 Meter und Bronzemedaillengewinner über 1500 Meter